# 苏联民航CCCP-65011敖德萨降落事故
CCCP-65011是一架曾服役于苏联民航的图-134客机, 于1988年12月31日, 在执行从格尼斯堡到敖德萨的航班时因为组员操作失误造成其以很高的速度降落, 最终冲出跑道, 所幸无人伤亡.

## 事件经过
CCCP-65011于当日早晨起飞, 机长是ВС Крантов Л.П. 副驾驶是Макеенко А.М. 飞航工程师是Ярошевич А.А. 导航员是Сафонов А.В.
飞机在上午11时接近敖德萨机场, 其着陆重量和重心均未超限, 当时下大雪, 地面风11m/s, 270°, 能见度6000m.
在下降至离转换高度层900m时, 速度高达600km/h(324knot), 舱音记录器的录音表明机组人员分别在高度为7500m, 4400m, 3000m时说速度过大, 但没有采取措施.
当高度下降到900m时, 速度高达460km/h(248knot), 机长放下了起落架, 此时速度已经超限(起落架最大放下速度为400km/h), 襟翼和水平安定面都不在降落形态. 没有机组人员要求复飞.
CCCP-65011于莫斯科时间(UTC+3)着陆, 速度高达415km/h(224knot), 过载1.25g. 2秒后, 扰流板放出, 着陆6秒后, 襟翼放到38, 之后反推开启.
飞机最后冲出跑道一小段距离, 没有人在此次事故中死亡或者受伤.
飞机的着陆速度创造了民航机最高的着陆速度记录.

## 原因
此次事故主要原因是组员失误, 或许是为了赶时间, 在飞机速度过大的情况下, 他们没有复飞或者采取其他的做法, 而是以高速着陆.

## 类似事故
印度航空快运812号班机空难